# Farming Simulator
Farming Simulator és una sèrie de videojocs de simulació agroramadera desenvolupada per GIANTS Software. Les localitzacions es basen en entorns americans i europeus. Els jugadors poden conrear, criar bestiar i vendre actius creats a partir de l'agricultura. Del joc se n'han venut més de 25 milions de còpies, a més de 90 milions de descàrregues per a telèfon mòbil. El joc es revisa, s'amplia i es llança de nou cada dos anys amb els gràfics millorats, una gamma més gran de vehicles i tasques més interessants per a l'usuari. La crítica n'ha elogiat la sensació de relaxació, la diversitat de maquinària i els seus vehicles realistes.

## Jugabilitat
En el mode carrera els jugadors assumeixen els rol d'agricultors. Les seves tasques depenen de l'ampliació i la millora d'equips i maquinària antics, cosa que es pot aconseguir mitjançant les collites i la venda de productes. Els jugadors són lliures d'explorar les zones circumdants del mapa, créixer a partir de la selecció de diversos conreus i invertir els seus diners en camps i equipaments addicionals. També poden criar bestiar o obtenir ingressos de la silvicultura.
Hi ha missions generades de forma dinàmica que consisteixen en que el jugador realitza diverses tasques dins d'un període, com ara segar l'herba, fertilitzar els camps o descarregar matèries. El jugador és recompensat amb diners un cop finalitza la tasca, a més d'una bonificació basada en la rapidesa amb què l'ha completada.
Farming Simulator 14 és el primer Farming Simulator per a telèfon mòbil que compta amb el mode multijugador. Farming Simulator 16 té funcionalitat Bluetooth. Farming Simulator 15 per a PlayStation 4 i Xbox One també té un mode multijugador.
Farming Simulator 22 es va llançar el 22 de novembre de 2021. Compta amb un cicle estacional, canvi de marxes, cadenes de producció de conreus i productes ramaders, nous conreus en forma de raïm, olivera i sorgo, i més de 400 vehicles i complements. Farming Simulator 23 es va llançar per a iOS/Android i Nintendo Switch el 23 de maig de 2023. El joc inclou 100 peces d'equip, 130 a Nintendo Switch. Igual que a Farming Simulator 22, s'hi han introduït cadenes de producció i nous cultius: raïm, olives i sorgo. També és la primera versió mòbil que inclou pollastres.